# Partners (sitcom de 1995)
Partners foi uma sitcom americana que durou pouco tempo, sendo transmitida pelo canal FOX entre 1995 e 1996.

## Sinopse
A série estrelava um par de jovens arquitetos, Bob (Jon Cryer) e Owen (Tate Donovan), e a noiva de Owen Alicia (Maria Pitillo). O humor da série deriva da dificuldade de Bob com as mulheres e sua disputa com Alicia pela atenção de Owen. A série foi cancelada após 22 episódios.

## Elenco
| Ator                  | Papel             |
| --------------------- | ----------------- |
| Jon Cryer             | Bob               |
| Tate Donovan          | Owen              |
| Maria Pitillo         | Alicia Sundergard |
| Catherine Lloyd Burns | Heather Pond      |
| Corinne Bohrer        | Lolie             |

### Participações especiais
- Jennifer Aniston
- James Cromwell
- Willie Garson
- Kathy Griffin
- Alex Rocco
- Mimi Rogers
- Courtney Thorne-Smith
- Eric Stoltz

## Lista de episódios
| Episódio # | Título                                             | Data de Exibição        |
| ---------- | -------------------------------------------------- | ----------------------- |
| 1          | Pilot                                              | 11 de Setembro de 1995  |
| 2          | "A Dress?"                                         | 18 de Setembro de 1995  |
| 3          | "Who's Janet?"                                     | 25 de Setembro de 1995  |
| 4          | "Primo?"                                           | 2 de Outubro de 1995    |
| 5          | "Why are the Blumenthals Living in My House?"      | 9 de Outubro de 1995    |
| 6          | "Sexiversary"                                      | 16 de Outubro de 1995   |
| 7          | "Who's Afraid of Ron and Cindy Wolfe?"             | 23 de Outubro de 1995   |
| 8          | "Who are You Supposed to Be?"                      | 30 de Outubro de 1995   |
| 9          | "City Hall"                                        | 13 de Novembro de 1995  |
| 10         | "How Long Does it Take to Cook a 22-Pound Turkey?" | 20 de Novembro de 1995  |
| 11         | "Do We Have to Write You a Check?"                 | 4 de Dezembro de 1995   |
| 12         | "Fourteen Minutes?"                                | 11 de Dezembro de 1995  |
| 13         | "The Year of Bob?"                                 | 1 de Janeiro de 1996    |
| 14         | "Your Baby-sitter?"                                | 8 de Janeiro de 1996    |
| 15         | "How was Your Date with Dad?"                      | 15 de Janeiro de 1996   |
| 16         | "May I Call You Dick?"                             | 22 de Janeiro de 1996   |
| 17         | "Follow the Clams?"                                | 12 de Fevereiro de 1996 |
| 18         | "Can We Keep Her, Dad?"                            | 19 de Fevereiro de 1996 |
| 19         | "Hello? Harmless?"                                 | 4 de Março de 1996      |
| 20         | "Soup or a Movie?"                                 | 11 de Março de 1996     |
| 21         | "You Quit?"                                        | 18 de Março de 1996     |
| 22         | "Will You Marry Me?"                               | 1 de Abril de 1996      |